# Pervenchères

Pervenchères este o comună în departamentul Orne, Franța. În 1 ianuarie 2022 avea o populație de 342 de locuitori.